# Al-Musta'in (hudide)
Sulaymān ibn Hūd al-Judhāmī, detto al-Mustaʿīn bi-llāh (in arabo سليمان "المستعين بالله" بن هود‎?; ... – 1046), è stato un emiro arabo di Saragozza.
Fu un membro della famiglia dei Banū Hūd, che governò in epoca medievale la ṭāʾifa di Saragozza (Saraqusṭa), in al-Andalus.
Dopo aver fatto parte della compagine amministrativo-militare di Almanzor, in quanto qāḍī, assunse il governo di Lerida. Dette ospitalità al deposto Califfo omayyade Hishām III al-Muʿtadd fino alla sua morte nel 1036.

Fu un sostenitore dei Tugibidi di Saragozza e partecipò nel 1018 alla infelice campagna militare intrapresa dal Califfo al-Murtaḍā contro Granada. In seguito alla morte del tugibide Mundhir II ibn Yaḥyā, prese il controllo di Saragozza regnandovi fino alla sua morte.
Gli succedette suo figlio Aḥmad al-Muqtadir.